# Insuline (médicament)
L'insuline est une hormone protéique utilisée comme médicament pour traiter l'hyperglycémie .

## Usage médical
Cela comprend le diabète sucré de type 1, le diabète sucré de type 2, le diabète gestationnel et les complications du diabète telles que l'acidocétose diabétique et les états hyperglycémiques hyperosmolaires . Elle est également utilisée avec du glucose pour traiter les niveaux élevés de potassium dans le sang . Elle est généralement administrée par injection sous la peau, mais certaines formes peuvent également être administrées par injection dans une veine ou un muscle .

## Effet secondaire
L'effet secondaire courant est l'hypoglycémie , d'autres effets secondaires peuvent inclure des douleurs ou des changements cutanés aux sites d'injection, un faible taux de potassium dans le sang et des réactions allergiques . L'utilisation pendant la grossesse est relativement sans danger pour le bébé. L'insuline peut être fabriquée à partir du pancréas de porc ou de vache. Des versions humaines peuvent être fabriquées soit en modifiant des versions porcines, soit en utilisant la technologie recombinante . Il existe trois types principaux d'action courte telle que l'insuline ordinaire, d'action intermédiaire telle que l'insuline protamine neutre Hagedorn  et d'action plus longue telle que l'insuline glargine .

## Histoire
L'insuline a été utilisée pour la première fois comme médicament au Canada par Charles Best et Frederick Banting en 1922, Il figure sur la liste des médicaments essentiels de l'Organisation mondiale de la santé . Le prix de gros dans le monde en développement est d'environ 2,39 à 10,61 dollars  pour 1 000 ui (34,7 mg) d'insuline ordinaire et de 2,23 à 10,35 dollars par 1 000 ui d'insuline NPH, Au Royaume-Uni, 1 000 ui d'insuline ordinaire ou NPH coûtent 7,48  livres au NHS, tandis que cette quantité d'insuline glargine coûte 30,68  livres. En 2017, l'insuline humaine était le 73e médicament le plus couramment prescrit aux États-Unis, avec plus de dix millions d'ordonnances,